# Potosi (Texas)
Potosi is een plaats (census-designated place) in de Amerikaanse staat Texas en valt bestuurlijk gezien onder Taylor County.

## Demografie
Bij de volkstelling in 2000 werd het aantal inwoners vastgesteld op 1664.

## Geografie
Volgens het United States Census Bureau beslaat de plaats een oppervlakte van
47,8 km², geheel bestaande uit land. Potosi ligt op ongeveer 555 m boven zeeniveau.

## Plaatsen in de nabije omgeving
De onderstaande figuur toont nabijgelegen plaatsen in een straal van 20 km rond Potosi.